# Відносини Велика Британія — НАТО
Датою початку відносин між Англією і НАТО можна вважати 4 квітня 1949 року, коли Велика Британія та ще 11 держав у Вашингтоні підписали базову міжнародну угоду, головним принципом якої стала спільна організована дія всіх членів Північноатлантичного альянсу у відповідь на атаку з боку зовнішньої сторони.
Вінстон Черчилль, після приходу до влади в Англії лейбористів в результаті дострокових виборів 5 липня 1945 року, проголошує атлантичний курс, який повністю відповідає їх вимогам. Оскільки в цей період Велика Британія потребувала фінансової допомоги з боку США, то політичний союз із цією країною міг спростити переговори, від яких залежало майбутнє британської економіки. Самі ж лейбористи ставилися до перспективи такого союзу досить спокійно. Починаючи з 1946 року уряд Клемента Еттлі принципово стає на сторону політики атлантичної солідарності, що робить їх разом із американською адміністрацією Трумена ініціаторами холодної війни.

## Історія відносин Англії і НАТО

### 1940-1960-ті роки
Активна участь Великої Британії і зокрема ініціатива тодішнього міністра закордонних справ Е. Бевіна наприкінці 40-х — початку 50-х років в утворенні Північноатлантичного альянсу була зумовлена прагненням Великої Британії передусім забезпеченням власних інтересів у Західній Європі, котрі вимагали тісної військово-політичної взаємодії з США та західноєвропейськими країнами в рамках НАТО. Тісні стосунки з Сполученими Штатами Америки гарантували більш привілейований британський статус ніж в інших країн-членів Альянсу.
Після утворення НАТО Англія постійно заохочує забезпечення американської військової присутності на європейському континенті. На її території вже в 1950 році було дислоковано 180 бомбардувальників «В-29» та тисяча військовослужбовців США.
З кінця 40-х років впродовж декількох десятиліть британські уряди не були прихильниками європейської самостійної оборонної політики. Це було зумовлено думкою, що самостійне вирішення проблем безпеки та оборони призведе до «ізоляціонізму» США, який буде руйнівним для НАТО.
Крім того ставлення Сполучених штатів до військового посилення Європи було досить суперечливим. З однієї сторони США сприяли зростанню європейської обороноздатності, але з іншої — побоювалися. Однак вже в 1962 році Дж. Ф. Кеннеді вперше заявляє про необхідність створення двох опор НАТО — американської та європейської. Важливим фактом є те, що саме американці завжди були спроможні долати суб'єктивні ставлення та зосереджувати увагу на допомозі Європі. Таким чином акцентувалася увага на розвитку євроатлантичного союзу. Оскільки Велика Британія виступала надійним союзником США, то її основним завданням було відстоювання їхніх інтересів на континенті.